# 福井連隊区
福井連隊区（ふくいれんたいく）は、大日本帝国陸軍の連隊区の一つ。前身は福井大隊区で、名称は敦賀連隊区（第一次）、鯖江連隊区を経て福井連隊区となった。当初は福井県の一部、後に同県全域の徴兵・召集等兵事事務を取り扱った。岐阜県の一部を管轄した時期もあった。実務は福井連隊区司令部が執行した。1945年（昭和20年）、同域に福井地区司令部が設けられ、地域防衛体制を担任した。

## 沿革
1888年（明治21年）5月14日、大隊区司令部条例（明治21年勅令第29号）によって福井大隊区が設けられ、陸軍管区表（明治21年勅令第32号）により福井県・岐阜県の一部が管轄区域に定められた。第3師管第6旅管に属した。この時、福井県の残り区域は宮津大隊区に属していた。
1896年（明治29年）4月1日、福井大隊区は連隊区司令部条例（明治29年勅令第56号）によって敦賀連隊区に改組され、旅管が廃止となり第9師管に属した。1897年（明治30年）4月1日、名称を鯖江連隊区に改称した。
1903年（明治36年）2月14日、改正された「陸軍管区表」（明治36年勅令第13号）が公布となり、再び旅管が採用され連隊区は第9師管第18旅管に属した。
日本陸軍の内地19個師団体制に対応するため陸軍管区表が改正（明治40年9月17日軍令陸第3号）となり、1907年（明治40年）10月1日、敦賀連隊区（第二次）などが創設され、管轄区域の大幅な変更が実施された。第9師管第6旅管の所属となった。
1925年（大正14年）4月6日、日本陸軍の第三次軍備整理に伴い陸軍管区表が改正（大正14年軍令陸第2号）され、同年5月1日、旅管は廃され引き続き第9師管の所属となった。
1932年（昭和7年）5月20日、名称を福井連隊区に改称した。
1940年（昭和15年）8月1日、福井連隊区は東部軍管区金沢師管に属することとなった。1941年（昭和16年）4月1日、中部軍管区京都師管の所属となった。1941年11月1日、敦賀連隊区が廃止され、管轄区域が福井県全域となった。
1945年には作戦と軍政の分離が進められ、軍管区・師管区に司令部が設けられたのに伴い、同年3月24日、連隊区の同域に地区司令部が設けられた。地区司令部の司令官以下要員は連隊区司令部人員の兼任である。同年4月1日、京都師管は京都師管区と改称された。

## 管轄区域の変遷
1888年5月14日、陸軍管区表（明治21年勅令第32号）が制定され、福井大隊区の管轄区域が次のとおり定められた。
- 福井県

足羽郡・吉田郡・坂井郡・大野郡・南条郡・今立郡・丹生郡・敦賀郡
- 岐阜県

海西郡・下石津郡・上石津郡・多芸郡・不破郡・安八郡・大野郡 (美濃国)・池田郡・本巣郡・席田郡・山県郡
1896年4月1日、連隊区へ改組された際に、管轄区域に福井市が加えられた。さらに、郡制施行による郡の統廃合により陸軍管区表が改正され、1897年4月1日に名称を鯖江連隊区に改称すると共に、岐阜県区域の海西郡・下石津郡が合併し海津郡に、上石津郡・多芸郡が合併し養老郡に、大野郡・池田郡が合併し揖斐郡に、本巣郡・席田郡が合併し本巣郡に変更された。合併後の管轄区域は以下のとおり。
- 福井県

※変更なし
- 岐阜県

海津郡・養老郡・不破郡・安八郡・揖斐郡・本巣郡・山県郡
1907年10月1日、敦賀連隊区などが新設されたことに伴い、管轄区域が陸軍管区表（明治40年9月17日軍令陸第3号）により次のとおり定められた。福井県敦賀郡を敦賀連隊区へ、岐阜県区域の海津郡・養老郡・不破郡を桑名連隊区へ、揖斐郡・本巣郡・山県郡を岐阜連隊区へそれぞれ移管した。
- 福井県

福井市・大野郡・坂井郡・吉田郡・足羽郡・今立郡・丹生郡・南条郡
1932年5月20日、名称を福井連隊区に改称し、1941年11月1日、敦賀連隊区が廃止され管轄区域が福井県全域となり、廃止されるまで変更はなかった。

## 司令官
| 代         | 氏名       | 階級       | 在任期間               | 出身校・期 | 前職                             | 後職               | 備考                             |
| 福井大隊区 | 福井大隊区 | 福井大隊区 | 福井大隊区             | 福井大隊区 | 福井大隊区                       | 福井大隊区         |                                  |
| ---------- | ---------- | ---------- | ---------------------- | ---------- | -------------------------------- | ------------------ | -------------------------------- |
| 心得       | 石井賢吉   | 歩兵大尉   | 1888.5.14 - 1891.9.16  | 三潴県     | 金沢衛戍司令本部 軍法会議判事    | 予備役             |                                  |
| 01         | 穂積丹五郎 | 歩兵大尉   | 1891.9.16 - 1896.4.1   | 熊谷県     | 歩兵第19連隊中隊長               | 敦賀連隊区司令官   | 就任時 心得 1895.5.17 少佐       |
| 敦賀連隊区 |            |            |                        |            |                                  |                    |                                  |
| 01         | 穂積丹五郎 | 歩兵少佐   | 1896.4.1 - 1896.12.11  | 熊谷県     | 福井大隊区司令官                 | 函館連隊区司令官   |                                  |
| 02         | 中川祐順   | 歩兵少佐   | 1897.1.19 - 1897.4.1   | 石川県     |                                  | 鯖江連隊区司令官   |                                  |
| 鯖江連隊区 |            |            |                        |            |                                  |                    |                                  |
| 01         | 中川祐順   | 歩兵少佐   | 1897.4.1 - 1898.4.11   | 石川県     | 敦賀連隊区司令官                 | 後備役             |                                  |
| 02         | 田中伸稻   | 歩兵少佐   | 1898.4.11 - 1900.4.16  | 高知県     | 津連隊区司令官                   | 予備役             |                                  |
| 03         | 伊東祐直   | 歩兵少佐   | 1900.4.16 - 1902.9.31  | 東京府     | 歩兵第36連隊第3大隊長            |                    |                                  |
| 04         | 福谷幹雄   | 歩兵中佐   | 1902.9.31 -            | 山口県     | 歩兵第36連隊第1大隊長            |                    | 日露戦争中に歩兵第36連隊長に就任 |
| 05         | 長岡保     | 歩兵中佐   | 1906.3.3 - 1907.10.22  |            |                                  | 歩兵第69連隊長     |                                  |
| 06         | 末永質     | 歩兵少佐   | 1907.11.1 - 1908.3.29  |            | 歩兵第7連隊大隊長                | 歩兵第36連隊附     |                                  |
| 07         | 浅野喜代次 | 歩兵少佐   | 1908.3.29 - 1910.10.1  |            | 歩兵第36連隊附                   | 予備役             |                                  |
| 08         | 松尾傳蔵   | 歩兵少佐   | 1910.10.1 - 1912.3.9   | 陸士6期    | 歩兵第7連隊大隊長                | 歩兵第36連隊附     |                                  |
| 09         | 吉野有武   | 歩兵中佐   | 1912.3.9 - 1916.11.15  | 陸士旧11期 | 歩兵第36連隊附                   | 待命               |                                  |
| 010        | 中川茂雄   | 歩兵中佐   | 1916.11.15 - 1920.7.16 | 陸士7期    | 歩兵第6連隊附                    | 歩兵第29連隊長     |                                  |
| 011        | 白石庄次郎 | 歩兵中佐   | 1920.7.16 - 1922.2.8   |            | 歩兵第60連隊附                   | 待命               |                                  |
| 012        | 詫摩登太郎 | 歩兵中佐   | 1922.2.8 - 1923.8.6    | 陸士9期    | 福知山連隊区司令部部員           | 待命               |                                  |
| 013        | 藤村正七   | 歩兵大佐   | 1923.8.6 - 1924.12.15  | 陸士7期    | 鯖江連隊区司令部部員             | 待命               |                                  |
| 014        | 矢島彪     | 歩兵大佐   | 1924.12.15 - 1926.3.2  | 陸士11期   |                                  | 待命               |                                  |
| 015        | 細井篤郎   | 歩兵大佐   | 1926.3.2 - 1928.3.8    | 陸士13期   | 歩兵第7連隊附                    | 待命               |                                  |
| 016        | 乙田鉄三郎 | 歩兵大佐   | 1928.3.8 - 1929.8.1    | 陸士14期   | 歩兵第7連隊附                    | 待命               |                                  |
| 017        | 入江彦太郎 | 歩兵大佐   | 1929.8.1 - 1931.8.2    | 陸士14期   | 豊橋連隊区司令部部員             | 待命               |                                  |
| 018        | 高木義人   | 歩兵大佐   | 1931.8.2 - 1932.5.20   | 陸士19期   | 関東軍独立守備隊歩兵第2大隊長    | 福井連隊区司令官   |                                  |
| 福井連隊区 |            |            |                        |            |                                  |                    |                                  |
| 01         | 高木義人   | 歩兵大佐   | 1932.5.20 - 1933.3.19  | 陸士19期   | 鯖江連隊区司令官                 | 歩兵第26連隊長     |                                  |
| 02         | 柄澤修輔   | 歩兵大佐   | 1933.3.19 - 1934.8.1   | 陸士17期   | 鳥取連隊区司令部部員             | 待命               |                                  |
| 03         | 池邉四郎   | 歩兵大佐   | 1934.8.1 - 1935.8.1    | 陸士18期   | 都城連隊区司令部部員             | 待命               |                                  |
| 04         | 市嶋敬太郎 | 歩兵大佐   | 1935.8.1 - 1936.8.2    | 陸士18期   | 近衛師団司令部附 兼 中央大学服務 | 待命               |                                  |
| 05         | 大野宣明   | 歩兵大佐   | 1936.8.2 - 1937.8.2    | 陸士23期   | 朝鮮軍参謀                       | 歩兵第20連隊長     |                                  |
| 06         | 滝武之     | 歩兵大佐   | 1937.8.2 -             | 陸士22期   |                                  |                    |                                  |
| 07         | 山田三郎   | 歩兵大佐   | 1939.8.1 - 1940.8.1    | 陸士25期   |                                  | 歩兵第36連隊長     |                                  |
| 08         | 市川元治   | 歩兵大佐   | 1940.8.1 -             | 陸士22期   |                                  |                    |                                  |
| 09         | 渡邊祐之介 | 大佐       | - 1945.3.31            | 陸士25期   |                                  | 福井地区司令部部員 |                                  |
| 010        | 儀峨徹二   | 中将       | 1945.3.31 - ..         | 陸士19期   |                                  |                    | 福井地区司令官を兼務             |